# Бамбадінса
Бамбадінса — один з 6 секторів округу Бафата Гвінеї-Бісау. Населення — 33 255 осіб